# Ludovico Simoneta
Ludovico Simoneta (né vers 1500 à Milan, dans l'actuelle région Lombardie, alors capitale du duché de Milan et mort le 30 avril 1568 à Rome) est un cardinal italien du XVIe siècle. Il est le neveu du cardinal Giacomo Simoneta (1535).

## Biographie
Ludovico Simoneta étudie à Milan et est nommé évêque de Pesaro en 1537, en succession de son oncle Giacomo. Il participe au concile de Trente en 1545-1547/1548. À partir de 1547 il est avocat au tribunal suprême de la Signature apostolique et en 1560 il est nommé dataire du Saint-Père.
Il est créé cardinal par le pape Pie IV lors du consistoire du 26 février 1561. 
Le cardinal Simoneta est nommé légat apostolique au concile de Trente. Il est préfet du tribunal suprême de la Signature apostolique et est membre du tribunal de l'Inquisition et de la Congrégation du Concile. 
Le cardinal Simoneta participe au conclave de 1565-1566, lors duquel Pie V est élu.